# Hannes Finsen
Hannes Kristján Steingrímur Finsen (ur. 13 maja 1828 w Reykjavíku na Islandii – zm. 18 listopada 1892 w Ribe w Danii) – duński polityk i prawnik.

## Życie prywatne i kariera zawodowa
Hannes Finsen urodził się 13 maja 1828 w stolicy Islandii, wtedy jednej z duńskich posiadłości, Reykjavíku. Był synem duńskiego małżeństwa zamieszkałego na wyspie Ólafura Hannessona Finsena i Marii Nicolony Óladóttir (ur. Møller). Ożenił się dwukrotnie, po raz pierwszy z Johanne Sofie Caroline Christine (ur. Formann) z Falster, a po jej przedwczesnej śmierci w 1864, po raz drugi z jej kuzynką, Birgittą Kirstine (ur. Formann) z Dronninglund. Ze swą pierwszą żoną miał trzech synów: Olafa (pierwszego burmistrza Tórshavn), Nielsa Ryberga (lekarza, noblistę) i Vilhelma Hannesa, a także jedną córkę, Elisabeth. Z drugą żoną miał sześcioro dzieci. Wszyscy jego potomkowie urodzili się w Tórshavn.
W 1848 skończył szkołę średnią, a następnie zaczął studiować prawo, które skończył w roku 1856. Pod koniec lat 50. przeniósł się na Wyspy Owcze. W 1874, kiedy remontowano kościół św. Olava, wraz z Venceslausem Ulricusem Hammershaimbem przewieźli cenne, piętnastowieczne ławy do Duńskiego Muzeum Narodowego w Kopenhadze. Na Wyspy Owcze wróciły one dopiero w 2002 roku i ulokowano je w Muzeum Historycznych Wysp Owczych w Tórshavn.
W 1884 Finsen przeniósł się do duńskiego Ribe, gdzie zmarł w 1892.

## Kariera polityczna
Swoją karierę polityczną Finsen rozpoczął w roku 1856, kiedy pracował w Kopenhadze w urzędzie do spraw Islandii. Dwa lata później, w 1858 został superintendentem Wysp Owczych, gdzie od tamtej pory mieszkał. Stanowisko to piastował do roku 1871, kiedy został prefektem tego archipelagu. W międzyczasie zasiadał także w Løgtingu. Po raz pierwszy zastępował ówczesnego prefekta w latach 1861–62. Następnie w 1869 został wybrany z okręgu Suðursteymoy, a od 1871, jako prefekt, miał w nim zapewnione jedno miejsce, aż do 1884, kiedy został przeniesiony do duńskiego Ribe. Od 1885 do śmierci był tam gubernatorem (tzw. Stiftsamtmann).